# Cheikh Lô
Cheikh Lô, född 1955 i Övre Volta (nuvarande Burkina Faso), är en senegalesisk musiker.
Lô inledde sin karriär som sångare och percussionist och framförde afro-kubansk musik i olika lokala band. 1978 flyttade han till Senegal, som hans föräldrar kom från, och lärde sig spela trummor och gitarr. Efter en sejour i Paris där han uppträdde med främst kongolesisk och kamerunsk musik återvände han till Dakar och släppte kassetter med sin solomusik. Så småningom upptäcktes han av Youssou N'Dour som producerade hans genombrottsalbum Ne La Thiass (1996).

## Diskografi
- Ne La Thiass (1996)
- Bambay Gueej (1999)
- Lamp Fall (2005)
- Jamm (2010)